# Герб лену Стокгольм
Герб лену Стокгольм (швед. Stockholms läns vapen) — символ сучасного адміністративно-територіального утворення лену Стокгольм.

## Історія
Для лену Стокгольм 1941 року прийнято герб із чорним грифоном із державою в лапах у червоно-золотому полі. Але пізніше знак переглянули. Новий герб лену Стокгольм затверджено 1968 року.

## Опис (блазон)
Щит розтятий золотим вістрям, у якому відірвана чорна голова грифона з червоним дзьобом; у правому синьому золота коронована голова Святого Еріка; у лівому червному — золота держава (куля з хрестом), оздоблену коштовним камінням.

## Зміст
У гербі лену Стокгольм поєднано символи міста Стокгольм і ландскапів Уппланд і Седерманланд.
Герб лену може використовуватися органами влади увінчаний королівською короною.

## Галерея

Герб лену Стокгольм (до 1968)
Герб Стокгольма
Герб Седерманланду
Герб Уппланду